# Aznar de Vasconia
Aznar (o Asnar) Sánchez (en latín: Asinarius, en euskera: Aznar Antso, en francés: Aznard Sanche, en gascón: Aznar Sans, fallecido en 836) fue duque de Vasconia desde 820. Al parecer era hijo de Sancho I de Vasconia, aunque también se le ha identificado con Aznar Galíndez I, Conde de Aragón.
En 820, Lupo III Céntulo se rebeló contra la autoridad carolingia, por lo que Berenguer de Tolosa y Guerin de Provenza marcharon contra él y le derrotaron, instalando en su lugar a Aznar, un conde local.. Aun así, tanto Aragón como Pamplona se mantuvieron fuera del control carolingio y el occidente de Gasconia continuó en rebelión.
En 824, según la Vita Hludowici, los condes Aznar y Eblo (Eblus atque Asenarius comités) dirigieron un ejército rebelde contra Pamplona. Según los Annales regni Francorum de Eginardo, ellos (Aeblus et Asinarius comites) consiguieron grandes riquezas con ello. Fueron derrotados en la "segunda batalla de Roncesvalles", Pamplona fue liberada y los dos condes capturados. Aznar, no obstante, siendo pariente (consanguineus) de sus captores, según el Astronomus, fue liberado.
Aznar chocó con el sucesor de Berenguer en el marquesado de Gotia, Bernardo de Septimania.
En 828, Gasconia se rebeló nuevamente. En 836, Aznar fue asesinado (una muerte horrible) finalizando la revuelta en Gascuña, que había caído en el desorden desde su ausencia de 824, y fue reemplazado por su hermano Sancho, a pesar de las objeciones de Pipino.
| Predecesor: Lope III | Duque de Vasconia 820-836 | Sucesor: Sancho II |